# Stefaan Van Laere
Stefaan Van Laere (Wetteren, 11 november 1963) is een Vlaams journalist, auteur en uitgever, van zowel fictie als non-fictie voor de jeugd en volwassenen. Sinds 2014 heeft hij zijn eigen uitgeverij, Partizaan. Sinds november 2019 is hij hoofdredacteur van SeniorenNet. Hij woont in Evergem.

## Biografie
Van Laere groeide op in Laarne. Op zijn zestiende had hij zijn eerste interview, met de veldrijder Albert Van Damme over wie hij in 2011 een boek schreef. Na het behalen van zijn licentiaat pers- en communicatiewetenschappen aan de Universiteit Gent, begon hij in 1988 als freelance beroepsjournalist en met het schrijven van boeken. Hij publiceerde voor diverse Vlaamse en Nederlandse uitgeverijen zowel fictie als non-fictie voor kinderen en volwassenen met onder meer zijn thrillerreeks rond commissaris George Bracke en meerdere wielerboeken. Tevens schreef hij bijdragen voor het Vlaamse culinaire blad Smaak, het zaterdags bijvoegsel van De Tijd en de Nederlandse bladen Taste en Bouillon.
In april 2014 richtte hij uitgeverij Partizaan op, een in Gent gevestigde uitgeverij die zich naast de publicatie van eigen werk ook richt op de uitgave van fictie en non-fictie van andere auteurs.
Vijf van de culinaire boeken van Van Laere en in 2021 ook twee jeugdboeken werden in het Frans vertaald. Ook verschenen in 2015 zijn eerste twee titels in het Engels.
Twee van zijn boeken haalden de top 10 in Vlaanderen: Een klein dorp, een zware tol. Het drama van collaboratie en verzet in Meensel-Kiezegem (uitgeverij Manteau), waarvoor hij een onderzoeksbeurs van het Fonds Pascal Decroos voor Bijzondere Journalistiek/Fonds Pascal Decroos kreeg, en Stefan Elias selecteert recepten van Jacques Bloch, over de bekende Gentse patissier met die naam. In maart 2023 verscheen van zijn hand het drietalige (Nederlands, Engels en Frans) 'Superfan', een huldeboek aan Eddy Merckx in samenwerking met Gino Van Dierdonck die de grootste verzameling van Eddy Merckx ter wereld bezit.
Sinds 2019 is hij hoofdredacteur bij Seniorennet, de grootste community van senioren in België met een wekelijkse nieuwsbrief op maandag.

### Boeken en verhalen
- 1993: Gent ondersteboven 1
- 1994: Gent Ondersteboven 2
- 1995: Wrakhout (boek + cd)
- 1996: Gent Ondersteboven 3
- 1997: Met de helm geboren - een biografische vertelling over Oscar Glas
- 1997: Gent Ondersteboven 4
- 1998: Whisky (met Bob Minnekeer)
- 1999: Tango – spiegel van mijn passie (met Pol van Assche)
- 1999: Assertiviteit
- 1999: Gent Ondersteboven 5
- 2000: Mijn favoriete whisky’s
- 2001: De koffer (jeugdroman)
- 2002: Sciencefiction, naar de gelijknamige film
- 2003: Botero (thriller)
- 2003: Waar eten culturo's?
- 2003: Waar eten veggies?
- 2004: Tango Mortale  (thriller)
- 2004: Een klein dorp, een zware tol. Het drama van collaboratie en verzet in Meensel-Kiezegem
- 2004: Whisky à la carte (ook in het Frans verschenen)
- 2004: De Jenaplaneet
- 2005: Koudvuur (thriller)
- 2005: Jenever. Van korrel tot borrel (ook in het Frans verschenen)
- 2005: Suzy Suikerwafel en de bende van de Gouden tand
- 2006: Aardbeien. Verleidelijk lekker (ook in het Frans verschenen)
- 2006: Kismet (thriller)
- 2006: Iedereen kan dansen. Kennismaking met favoriete dansvormen (met Pol Van Assche)
- 2006: Een gewijde plek (verhaal)
- 2006: Levensbelangrijk scheppingsverhaal (verhaal)
- 2006: De smaak van bier (bewerking recepten)
- 2006: Cocktails voor elke dag, voor iedereen (ook in het Frans verschenen)
- 2007: Suzy Suikerwafel en de verdwenen aardbeientaart
- 2007: Daar is ie dan! De knotsgekke avonturen van Sander Warredam
- 2007: De smaak van kaas
- 2007: Met je vinger in je neus (met jeugdauteur Do van Ranst, illustraties Harmen van Straaten)
- 2007: Zwaar water, (thriller)
- 2007: Champagne (met Gido Van Imschoot)
- 2007: Liefdesreceptjes van Winiefred (met Winiefred Van Killegem, illustraties Klaas Verplancke)
- 2008: Grootmoeders kookkunst in de keuken van (n)u (met Winiefred Van Killegem)
- 2008: Gebrand op koffie (met Peter en Bart Deprez)
- 2008: Guy Van Cauteren - 't Laurierblad
- 2008: Twijfels (verhaal)
- 2008: Het echte Schotland (met Bob Minnekeer)
- 2008: Spionnenspecial Zonneland
- 2008: De Vis 1: september-oktober
- 2008: Getuigenissen in het boek 50 jaar Dominiek Savio. Groeien in vertrouwen
- 2008: Godendrank (verhaal)
- 2008: De Vis 2: november-december
- 2008: Winterboek Zonneland
- 2009: De Vis 3: januari-februari
- 2009: De Vis 4: maart-april
- 2009: Het moutmysterie (thriller)
- 2009: Whisky puur. Een praktische proefgids (met Bob Minnekeer)
- 2009: Publicatie eerste hoofdstuk Het moutmysterie in tijdschrift Ché
- 2009: Het leven zoals het was. Het leven in Vlaanderen 100 jaar geleden
- 2009: Kris De Roy - Hofke van Bazel
- 2009: Dossier veggie (Zonneland - tekst & foto's)
- 2009: De dodelijke proef (jeugdboek)
- 2009: De Vis 5: mei-juni
- 2009: De Vis 6: juli-augustus
- 2009: Viermaal vallen en opstaan (met Pol Van Assche)
- 2009: VDB Forever! Mijmeringen over Frank Vandenbroucke
- 2009: Europa op je bord (tekst en foto's, Zonneland)
- 2009: Lekker zot en lekker gek
- 2009: Toeren & Tafelen Schotland (reisgids voor KBC, verschenen op 180.000 exemplaren)
- 2010: Kijk eens wat daar uit de lucht komt vallen (verhaal, Zonnestraal)
- 2010: En dan niets meer (thriller)
- 2010: Leve Sander! (verhaal, Zonneland)
- 2010: dossier 'Welkom in Vlaanderen. Bienvenu en Wallonie' (Zonneland)
- 2010: Eddy Merckx en ik. Herinneringen aan de Kannibaal
- 2010: dossier Zuid-Afrika (Zonneland)
- 2010: Kind in Congo (samen met Pol Van Assche)
- 2010: Mag ik deze dans? Impressies over dans en inclusie (samen met Pol Van Assche)
- 2011: High tea (met chef Guy Van Cauteren)
- 2011: Tijd voor thee (met chef Guy Van Cauteren en kruidenvrouw Winiefred Van Killegem)
- 2011: Achter de groene deur (Leeskriebels/Averbode)
- 2011: Albert Van Damme - de Leeuw van Laarne (over ex-veldrijder en wereldkampioen Albert Van Damme)
- 2011: Stefan Elias selecteert de recepten van Jacques Bloch Deel 1 basisrecepten
- 2011: Boemerang (thriller)
- 2011: Theo Verschueren. 11 × Belgisch kampioen. 5 × Europees kampioen. 2 × Wereldkampioen (samen met Jamy Ivens)
- 2011: Slachtvee (roman)
- 2012: De voorspeller (jeugdboek)
- 2012: George Bracke Thriller Omnibus I: De Maestro Moorden & Dodendans (thrilleromnibus)
- 2012: Leve Tom Boonen! (verhalenbundel)
- 2012: George Bracke Thriller Omnibus Deel 2: Afrekening & Noodlot (thrilleromnibus)
- 2012: R)ik, Kamiel Van Linden (over ex-wielrenner en spurtbom Rik Van Linden, samen met Jamy Ivens)
- 2012: Het oog van de orkaan (roman)
- 2012: Freddy 'Meesterke' van de cyclocross (over ex-veldrijder Freddy De Meester)
- 2012: Waar denk je aan, moemoe? (jeugdboek)
- 2012: Een renner hoort niet op de grond (wielergedichten en -impressies)
- 2012: Het huis dat op de heuvel staat (roman)
- 2013: George Bracke Thriller Omnibus Deel 3: De Volvo moordenaar & Kwaad bloed (thrilleromnibus)
- 2013: Een muur van vuur (gedichten over dans, het leven en de liefde)
- 2013: Oneindig ver en verder (verhaal, tijdschrift Zonneland)
- 2013: Robert 'Bertje' Vermeire - kampioen van het volk (over ex-veldrijder Robert Vermeire)
- 2013: Ik ben zoals ik ben (jeugdboek-fantasy)
- 2014: Gelukkig groeien er geen bomen op de Noordpool (roman)
- 2014: Weg met de Kerk. Leve het Geloof! (deel 1 in de Pamfletreeks van uitgeverij Partizaan)
- 2014: Don Fredo. Fred Hamerlinck (over wielrenner Fred Hamerlinck, de 'koning van de kermiskoersen' uit Wondelgem)
- 2014: Sander gaat op stap (jeugdboek)
- 2015: A dagger through the heart (Engelstalige roman)
- 2015: Zenit (thriller)
- 2015: Maak plaats voor Lisa! (jeugdboek)
- 2016: Man genoeg om vrouw te zijn (boek over Nederlandse travestie-artiest Liz' Richards)
- 2016: Eric Van Lancker - karakterkampioen (boek over ex-wielrenner Eric Van Lancker, samen met Christiaan Raes)
- 2016: Smaak de luxe (lifestyle)
- 2016: Vogelvrij - Bloedbroeders & Geen poppemie (jeugdomnibus)
- 2017: Heusdenkoers - het wereldkampioenschap van de kermiskoersen (wielerboek)
- 2017: (we zijn) Goe bezig? (roman)
- 2017: VeloDroom (wielerboek met en over wielerlegende Freddy Missotten)
- 2018: Van thuis uit (met en over de Gentse vislegende Guido Meersschaut)
- 2018: Ham. Verhalen en recepten rond de tophammen van Europa (met Stefaan Daeninck)
- 2018: Ham. Prime hams of Europe – stories and recipes (met Stefaan Daeninck)
- 2018: Een drang naar weerloos zijn (roman)
- 2019: De kunst om te praten met volle mond (verhalen van kok Guy Van Cauteren)
- 2019: Het drama van Meensel-Kiezegem '44. Collaboratie en verzet
- 2019: Van eigen bodem. De Belgen op het WK veldrijden (wielerboek, met Freddy De Meester)
- 2019: 365 merkwaardige gebeurtenissen uit de geschiedenis van de sport - een voor elke dag (sportgeschiedenis)
- 2020: Onze Vlaamse koersen (wielerboek over Vlaanderens mooiste koersen, in opdracht van Flanders Classics en uitgeverij Lannoo in samenwerking met auteurs Geert Vandenbon, Mark Van Hamme, Rik Vanwalleghem en René Vermeiren)
- 2020: Oma corona (jeugdroman)
- 2020: Botero (thriller, herwerkte versie)
- 2020: Veldrijden (in samenwerking met Stijn Vanderhaeghe in opdracht van Lannoo)
- 2021: De blindziener (jeugdboek 10-12 jaar)
- 2021:  Een zachte vlucht vooruit  (roman)
- 2021:  Verhalen: Scherven - Vrieskou - Een gewijde plek - De liefde voor een plant - De dag nadien - Heldendom - Een erg mooie dag (verhalenbundel)
- 2021: Bakken voor Royals & helden - Op reis door de tijd in 15 lekkere recepten (in samenwerking met Herman Van Dender in opdracht van uitgeverij Averbode - ook in het Frans verschenen)
- 2021: Tijdsprong - van cassettespeler tot bluetoothspeaker (voorleesverhalen voor grootouders en kleinkinderen in opdracht van uitgeverij Averbode - ook in het Frans verschenen)
- 2022: Kinderhart en kouwe kip  (roman)
- 2022: Knock-out  (10de George Bracke thriller)
- 2023: Superfan. Huldeboek aan Eddy Merckx/Superfan. Tribute book to Eddy Merckx/Superfan. Livre hommage à Eddy Merckx (wielerboek met de grootste privécollectie van Eddy Merckx in woord en beeld in het Nederlands, Frans en Engels, met Gino Van Dierdonck)
- 2023: Muizenissen.- Thomas Pips 20 grote winnaars & 20 onvergetelijke locaties van de Tour de France (teksten Robert Janssens)
- 2023: Mon coeur mon guide - hart voor drie continenten (boek ter gelegenheid van de 75ste verjaardag van Pol Van Assche)
- 2024: Aan het einde van de tunnel lonkt het licht en het is misschien geen trein (roman)
- 2024: Van Edelare tot de Koppenberg - crossen in het Oudenaardse (boek over de geschiedenis van het veldrijden in de regio Oudenaarde samen met Freddy De Meester)
- 2024: Pingpong op twee wielen (wielerverhalen uit ons leven gegrepen, samen met Robert Janssens)
- 2025: Felle Fatima uit de Lelietjes Van Dalenstraat (roman)
- 2025: Maestro Merckx (anekdotes en foto's over Eddy Merckx, samen met Robert Janssens)

### Andere publicaties
- Verhalen en recensies in literaire tijdschriften Dietsche Warande & Belfort, 't Kofschip, Appel, Zefier, He Dicho, Poëziekrant, Vlaanderen, Gierik & Nieuw Vlaams Wereldtijdschrift
- Liedjesteksten voor De Vieze Gasten, Will Ferdi, Luc Callaert, Roger Filip, Loorel & Hardie
- Theaterteksten De avonturen van Jef Huylebroeck en Piratengesnater (De Epigoontjes), Het innerlijk beleg en De Alpinist (Epi-Kollektief), Testamentitis en Krot & Compagnie (De Gentse Tetters)
- Cabaretteksten voor De Vieze Gasten
- Teksten televisiereeks Van korrel tot borrel (AVS, WTV, Focus)
- Artikels wekelijkse nieuwsbrief SeniorenNet